# George Sudarshan
George Sudarshan, także E.C. George Sudarshan (ur. 16 września 1931 w Kottayam, w stanie Kerala, zm. 14 maja 2018 w Teksasie) – indyjski fizyk teoretyczny, profesor University of Texas at Austin. Wniósł duży wkład w obszarach m.in. optyki kwantowej, tachionów, kwantowego efektu Zenona i obliczeń kwantowych. Jest także autorem publikacji z zakresu stosunków między cywilizacją Wschodu i Zachodu oraz filozofii i religii.